# If You Were a Woman (And I Was a Man)
"If You Were a Woman (And I Was a Man)" é uma canção gravada pela cantora Bonnie Tyler para seu álbum de rock de 1986 Secret Dreams and Forbidden Fire. Foi escrita por Desmond Child e produzida por Jim Steinman. Desmond declarou mais tarde que a canção foi reescrita como "You Give Love a Bad Name" para Bon Jovi, depois que ele ficou insatisfeito com o sucesso gráfico de "If You Were a Woman (And I Was a Man)". Tyler regravou a música em seu álbum de 2004, Simply Believe.
Após seu lançamento, "If You Were a Woman (And I Was a Man)" estreou no número 42 na França, subindo para o número 6 dois meses depois. Foi certificado de prata pelo SNEP com vendas de mais de 200.000 cópias na França. Em outros lugares da Europa continental, "If You Were a Woman (And I Was a Man)" foi um sucesso na Finlândia, Suíça e Alemanha, onde atingiu o número 11, 16 e 32, respectivamente. A canção falhou em impactar as paradas do Reino Unido, chegando somente ao número 78. Do outro lado do Atlântico, a canção alcançou a posição 77 na Billboard Hot 100 e número 87 na parada canadense RPM Top Singles.

## Antecedentes e composição
Após o sucesso de Faster Than the Speed of Night em 1983, Tyler passou a trabalhar com Jim Steinman em um segundo álbum. "If You Were a Woman (And I Was a Man)" foi lançado como o terceiro single do álbum de 1986 de Tyler, Secret Dreams and Forbidden Fire, após o sucesso internacional do primeiro single "Holding Out for a Hero", originalmente lançado em 1985 da trilha sonora ao filme Footloose. Steinman recrutou Desmond Child para duas faixas (a outra sendo "Lovers Again"). Steinman disse a Child que queria uma música sobre androginia. "Eu quero uma música especial. Os versos devem soar como Tina Turner, a seção B deve soar como The Police, U2 ou Hall & Oates, e o refrão tem que soar como Bruce Springsteen", continuou ele.
Depois de concluir seu trabalho em Secret Dreams and Forbidden Fire e o single atingir o pico, Child foi trabalhar com Bon Jovi alguns meses depois. Ele co-escreveu "You Give Love a Bad Name" com Jon Bon Jovi e Richie Sambora e fez da música um sucesso. "Fiquei magoado com a gravadora por não empurrar essa música [" If You Were A Woman (And I Was a Man)"], e disse: Vou provar que essa música é um sucesso!", escreveu de novo.

## Recepção de critica
O Allmusic elogiou retrospectivamente "If You Were a Woman (And I Was a Man)", embora tenha descrito o álbum inteiro como inferior a Faster Than the Speed of Night por não ter um "Faster Than the Speed of Night" ou "Total Eclipse of the Heart" 'estourando o crânio' que estourou as paradas. A música foi descrita como uma "balada típica de Bonnie Tyler" por Paul Speelman do The Age. Ele disse que a música tem "um arranjo bom e sólido".

## Lista de faixas
7" single
1. "If You Were a Woman (And I Was a Man)" – 4:00
2. "Under Suspicion" – 4:20

12" maxi
1. "If You Were a Woman (And I Was a Man)" (extended version) – 4:46
2. "Straight from the Heart" – 3:38
3. "Under Suspicion" – 4:20

## Regravação
Além de fazer aparições regulares em álbuns de compilação, Tyler regravou a música várias vezes. "If You Were a Woman (And I Was a Man)" foi apresentada em seu álbum de 2004, Simply Believe, e em seu EP de 2005, Bonnie Tyler. Em conjunto com o lançamento de Wings em 2005, Tyler se apresentou em Zaragoza, Espanha, e o show foi filmado para seu DVD Bonnie on Tour e o CD Bonnie Tyler Live, que incluem a música na lista de faixas.

## Outras versões
A canção foi gravada por Robin Beck para seu álbum de 1989, Trouble Or Nothin', produzido por Child e seu colaborador de longa data, Sir Arthur Payson. O álbum também apresenta outras canções escritas por Child gravadas originalmente por Tyler, incluindo "Hide Your Heart" e "Save Up All Your Tears".
A cantora RuPaul gravou a música para seu álbum Foxy Lady (1996). O álbum recebeu uma crítica negativa do AllMusic, opinando que o álbum foi "uma tentativa de expandir o status do fenômeno da cultura pop de RuPaul em uma carreira genuína", mas que carecia de músicas cativantes.
A cantora Ava Max utilizou a melodia da canção em seu single "Kings & Queens" (2020).